# Piffonds
Piffonds település Franciaországban, Yonne megyében. Lakosainak száma 588 fő (2022. január 1.). Piffonds Saint-Martin-d’Ordon, Saint-Loup-d’Ordon, Courtenay, Bussy-le-Repos, Chaumot, Savigny-sur-Clairis és Vernoy községekkel határos.

## Népesség
A település népességének változása:
| Lakosok száma | 622  | 652  | 663  | 639  | 625  | 612  | 598  | 592  | 588  |
|               | 2013 | 2015 | 2016 | 2017 | 2018 | 2019 | 2020 | 2021 | 2022 |